# (12760) Maxwell
(12760) Maxwell est un astéroïde de la ceinture principale.

## Description
(12760) Maxwell est un astéroïde de la ceinture principale. Il fut découvert par Eric Walter Elst le 9 octobre 1993 à l'observatoire de La Silla. Il présente une orbite caractérisée par un demi-grand axe de 3,0510 UA, une excentricité de 0,0982 et une inclinaison de 9,8916° par rapport à l'écliptique.
Il fut nommé en hommage au mathématicien et physicien écossais James Clerk Maxwell (1831-1879), spécialiste de l'électromagnétisme.

## Compléments